# 扬-弗雷德里克·布伦肯
扬-弗雷德里克·布伦肯（德語：Jaan-Frederik Brunken，1990年4月26日—），是一名芬兰和德国双重国籍的男子网球运动员。2012年4月2日，他的ATP最高排名是469位。目前他的ATP球员状态被定为“非活跃”，这通常意味着退役或受伤时间不确定。他在青少年时期最高ITF排名达到第19。
2012年11月，布伦肯将他的代表国家从德国改为芬兰，他的母亲来自芬兰，他在两个国家都有国籍。

## 链接
- 扬-弗雷德里克·布伦肯（英文/西班牙文）的官方資料
- 扬-弗雷德里克·布伦肯的國際網球總會 職業／青少年 官方資料（英文）